# Afrohelotina ferranti
Afrohelotina ferranti is een keversoort uit de familie Helotidae. De wetenschappelijke naam van de soort is voor het eerst geldig gepubliceerd in 1913 door Coenraad Ritsema.